# 李德君
李德君（1930年2月—1973年5月25日），華裔儂族人，原越南共和國軍高級步兵軍官，1973年陣亡後，被追升爲准將軍銜。

## 生平
李德君1930年2月出生於海寧省（今屬廣寧省硭街市）的一個儂族（華裔）家庭中。1950年，他畢業於海防的法國高中，獲得半部分秀才文憑（第一部分）。

### 越南國軍
1952年年中，實行動員令，李德君加入作爲法蘭西聯盟軍隊一部分的越南國軍，兵籍號碼：50/300.430。他就讀於1952年7月1日開課的大叻聯軍軍事學校第八期（“黃瑞東”期）。1953年6月28日，他以現役少尉的軍銜畢業。離開學校後，他被選回步兵部隊，在越南輕軍營內擔任排長。

### 越南共和國軍
1955年底，越南國軍更名爲越南共和國軍。調任新機構后，李德君晉升爲中尉，在第5步兵師第7團第2營擔任排長。1961年初，他被提升爲第7團第2營的營長。
1965年11月1日，越南第二共和國國慶節時，李德君晉升少校，並被任命爲第5步兵師第7團副團長。時任師長爲范國淳上校。
1969年6月19日，越南共和國軍隊日，李德君晉升中校，被調到第5步兵師司令部擔任副參謀長兼管政戰，一年後，他被任命爲該師參謀長。時任師長爲阮文孝上校。
1972年11月1日國慶節，李德君晉升上校，返回作戰部隊擔任第5步兵師第七團團長。時任師長是黎文興上校。

### 陣亡
1973年5月25日下午，在師長陳國歷上校的指示下，李德君乘坐直升機調動自己管轄的部隊與別動軍部隊合作，以重新佔領平陽省𤅶葛郡郡蒞西側的瀝𣔟（Rạch Bắp）。在飛行執行任務時他被敵人的防空子彈擊中，當場陣亡，享年43歲。
李德君的靈柩停靈於位於邊和省福海的私宅。他被追升爲准將軍銜，並追授第三等保國勳章，和帶楊柳枝的英勇佩星。5月31日，他的葬禮按照將軍級別葬禮的儀式隆重舉行，安葬在了邊和軍人墓地。

## 榮譽
- 三等保國勳章（追授）
- 帶楊柳枝的英勇佩星（英语：Gallantry Cross (South Vietnam)）

## 外部鏈接
- Chuẩn Tướng Lý Đức Quân （页面存档备份，存于）